# Voz da Líbia Livre
Voz da Líbia Livre (em árabe: Sawt Libya al-Hurra) é um conjunto de três rádios anti-Gaddafi, instaladas em Bengazi, Baida e Misurata. A rádio começou as transmissões em fevereiro de 2011.